# Зилупский район
Зилупский район (латыш. Zilupes rajons) — бывший административный район Латвийской ССР с центром в городе Зилупе, существовавший в 1949—1959 годах.

## История
Зилупский район был создан 31 декабря 1949 года. С 8 апреля 1952 года по 25 апреля 1953 года Зилупский район был включён в состав Даугавпилсской области.
По данным на 1 марта 1954 года в районе был 1 город (Зилупе) и 25 сельсоветов. После укрупнения сельсоветов к 1 июля 1954 года их число сократилось до 14 (Бригский, Вертуловский, Залесский, Истренский, Конецпольский, Лурупский, Лаудерский, Нираский, Пасненский, Плоскский, Рунденский, Скринский, Хорошевский и Шушковский).
Зилупский район был ликвидирован 11 ноября 1959 года, а его территория передана в Лудзенский район.